# 빌라누프
빌라누프(폴란드어: Wilanów)는 폴란드 바르샤바 남쪽에 위치한 구다. 빌라누프 궁전이 있는 것으로 잘 알려져 있다.